# Anthurium sucrii
Anthurium sucrii är en kallaväxtart som beskrevs av Graziela Maciel Barroso. Anthurium sucrii ingår i släktet Anthurium och familjen kallaväxter. Inga underarter finns listade.